# Serious Engine
Serious Engine (рус. “Серьёзный движок”) — игровой движок, разработанный хорватской компанией Croteam и впервые использованный в игре Serious Sam 2001 года выпуска.
Впоследствии компанией Croteam были разработаны более совершенные игровые движки — Serious Engine 2, Serious Engine 3 и Serious Engine 4.
11 марта 2016 года исходный код движка Serious Engine версии 1.10 был официально открыт и доступен под лицензией GNU General Public License v.2.

## Технические характеристики

Один из уровней игры Serious Sam: The First Encounter (2001). На скриншоте видно, как реализовано отражение воды на каменных сводах пещеры.

Один из ночных уровней The First Encounter. Звёздное небо является бэкграундом — текстурой с большим разрешением. Также показан световой блик на «виртуальной камере» (под планетой).

Закрытая локация в Serious Sam: The Second Encounter (2002). Четкость текстур обеспечивается применением анизотропной фильтрации, а также фильтром резкости, который игра накладывает на текстуры. Интенсивность фильтра регулируется в опциях.

Отличительной возможностью движка является хорошая работа с большими открытыми пространствами, а также высокая скорость работы, что много раз отмечали критики в рецензиях на построенные с применением Serious Engine игры. Движок был популярен также среди сообщества игроков в Serious Sam, они создавали на нём новые карты и «полновесные» сюжетные модификации.
Первоначально движок был разработан для ПК и поддерживал операционные системы Windows и Linux; с приходом популярности к серии игр Serious Sam, движок был портирован и на другие платформы — игровые приставки Xbox, GameCube и PlayStation 2. Технология находилась в разработке на протяжении трёх лет.
Игровой движок поддерживает как множество технологий, которые на те времена практически не использовались в других движках, так и стандартные возможности, активно эксплуатируемые в разработках конкурентных компаний. Некоторые из заявленных на сайте движка возможностей не были использованы ни в одной игре на движке Serious Engine. Список указан согласно официальной вики-энциклопедии.

#### Работа с локациями
Поддерживается обработка сложной архитектуры, что позволяет разработчикам показывать в игре большие здания или объекты со множеством деталей. Быстрая обработка больших открытых и закрытых пространств позволяет создавать локации очень больших размеров, которые будут отображаться без подгрузок, загружаясь единожды перед запуском уровня.
Присутствует возможность автоматического генерирования — движок генерирует одну огромнейшую карту, на которой можно устанавливать объекты или постройки.
Тени — от персонажей или объектов, — могут быть динамические или предрассчитанные. Движок может работать как с динамическими тенями, которые меняются и отбрасываются в режиме реального времени, так и с заранее просчитанными тенями (картами теней).
Многонаправленная гравитация с шестью степенями свободы (англ. Full 6 DOF Physics) — специфическая возможность, которая позволяет создавать несколько «гравитаций» на одном уровне. Может использоваться на многопользовательских уровнях. С помощью этой возможности можно реализовать, например, здание на локации, в котором игрок может передвигаться по стенам, а выходя из здания заработает «обычная» модель гравитации. Возможность используется в Serious Sam: The Second Encounter.
Технология порталов позволяет реализовать на уровнях порталы, которые могут отображать какую-то точку созданной разработчиками локации, а также использоваться для перемещения игрока (но не объектов). 

#### Погода и визуальные эффекты
Реализованы различные погодные эффекты, в числе которых объёмный туман; он может быть динамически перемещаемый, с регулируемым размером, цветом и интенсивностью. Как и в некоторых других движках имеет негативное свойство выделяться на фоне окружающего мира, и со стороны отображаться, как прозрачная белая коробка (однако, пока игрок в «зоне тумана», этого артефакта не видно).
Помимо этого, реализовано изменение цикла день-ночь, которое достигается сменой освещения и оттенков изображения, а также заменой фонового изображения (бэкграунда) неба.
В списке поддерживаемых визуальных эффектов и эффектов частиц есть отражения и вспышки линз (эффект, который показывает следы света и отражения солнечных лучей на экране монитора («виртуальной камеры»), подобно тому, как при съёмке солнца фотоаппаратом от линз отбиваются солнечные лучи. Эффект привыкания глаза к освещению симулирует сетчатку глаза человека и её реакцию на свет (в современных играх такой эффект стал использоваться значительно позднее, например, в играх на движке Source, вместе с HDR). Световые эффекты включают в себя прямой свет, попиксельное освещение полигонов, анимированное освещение, сглаженное освещение, эффект рамки, симуляции огня, плазмы и воды.
Отражающие поверхности (могут быть использованы для создания зеркал или отражений на предметах).
Морфинг объектов (англ. Object Morphing) помогает задать плавную трансформацию одного объекта в другой. Например, персонаж может превратиться из животного в человека или наоборот. В играх серии Serious Sam эффект морфинга используется при превращении одного из противников главного героя — лавового голема. Эта возможность практически не использовалась в компьютерных играх; морфинг реализован в игре Harry Potter and the Prisoner of Azkaban (2004 год) на движке Unreal Engine 2.
Поддерживается процедурное смешивание (англ. Procedural Mixing) и процедурная система частиц (англ. Procedural Particle System) — для каждого объекта можно создать несколько слоев, тем самым реализовав различные переходы и эффекты, такие как трансформация комнаты.

#### Работа с текстурами
Поддерживаются 32-битные текстуры. Возможно использование анимированных, подвижных текстур.
Рельефное текстурирование — приём, который позволяет изображать рельеф на поверхности различных объектов. Так можно, например, показать выпуклости кирпичной стены, без необходимости прорабатывать каждый кирпичик в виде отдельного объекта. Возможность, редко встречаемая в движках того времени была добавлена в Serious Engine в версии 1.5. Имеется несколько методов фильтрации текстур: анизотропная фильтрация и трилинейная фильтрация. Движком используется также графический фильтр, повышающий качество изображения за счет придания текстуре дополнительной резкости.
Детальное текстурирование — техника позволяет накладывать несколько текстур на одну модель. При помощи детальных текстур можно сделать так, что когда игрок подходит близко к объекту, на его нормальную текстуру плавно накладывается текстура с деталями (шероховатостями, ржавчиной и т. п.), тем самым объект становится более чётким. Такая возможность была реализована в первой версии Unreal Engine (с игрой Unreal 1998 год), а также в движке GoldSrc (с игрой Counter-Strike: Condition Zero, 2004 год).
Пользовательские фоны (бэкграунды). Возможность, которая использовалась в игровых движках достаточно давно и присутствовала в движках Quake engine и GoldSrc. С помощью этой возможности можно создавать фотореалистичное небо, используя текстуры высокого разрешения.

#### Прочее
Возможности оптимизации: поддерживается LOD для объектов (уровень детализации (англ. Level Of Detail) — алгоритм, который позволяет генерировать до 32 вариантов модели с возрастающей детализацией; таким образом, объекты, которые находятся далеко от игрока становятся менее детализированными, а значит меньше загружают ресурсы компьютера, при приближении к модели её детализация плавно возрастает), «сглаженная анимация» (особенность, которая экономит ресурсы компьютера путём «размытия» объектов и отсечения «лишних» кадров анимации).
Реализация многопользовательской игры посредством локальной сети или интернет-соединения; поддержка разделения экрана.
Звуковой движок может работать с файлами в формате MP3 (используется библиотека Amp11lib), OGG и WAV для звука и музыки, реализованы искажения звука согласно акустическим условиям, трёхмерный звук, динамическая музыка (плавная смена музыки в зависимости от действий игрока).
Многоязыковая поддержка для создания различных локализованных версий.

## Средства разработки
Силами разработчиков компании Croteam для работы с движком было создано три программы-редактора. Поклонниками игры также было создано несколько неофициальных утилит, которые можно найти на фан-сайте «Seriously!».
- Serious Editor — предназначен для редактирования и создания локаций в реальном времени, интерфейс редактора похож на UnrealEd. Можно опробовать созданную карту непосредственно в окне программы. Редактор поддерживает редактирование в четырёх режимах — Entities, Polygons, Sectors и Vertex. Каждому из режимов соответствует цвет индикатора, который расположен в нижней части экрана. Область вида может быть разделена на одно, два или четыре окна, в которых уровень может быть показан в нескольких ракурсах: сверху, снизу, слева, справа, спереди, сзади и в перспективе.
- Serious Modeller — для создания и редактирования моделей. Поддерживается импорт объектов из 3ds Max и других программ для работы с 3D-графикой.
- Serious SKA Studio — позволяет импортировать из LightWave или 3ds Max модели со скелетной анимацией и сохранять их в формате .SKA.

## Последующие разработки
Для компьютерной игры Serious Sam 2 разработчиками из Croteam была создана новая версия движка — Serious Engine 2. В отличие от первой версии, этот движок не использовался в играх сторонних компаний, однако технически содержал в себе множество изменений: разработчики акцентировали внимание на новом физическим движке с тряпичной физикой, новых графических эффектах, как HDR рендеринг, bloom и поддержке пиксельных шейдеров 2.0 (что позволило сделать, например, реалистичную воду, которая отражает мир). Кроме того, количество доступных полигонов на модель было увеличено, а разрешение текстур поднято.
Также разработана третья версия движка, Serious Engine 3, использованная в шутерах Serious Sam HD: The First Encounter и Serious Sam HD: The Second Encounter — эти игры являются переработанными версиями первой части Serious Sam и её дополнения The Second Encounter; на её же основе разработана и последующая игра серии — Serious Sam 3: BFE.

## Игры, использующие Serious Engine
- 2001 — Serious Sam: The First Encounter от Croteam
- 2002 — Serious Sam: The Second Encounter от Croteam
- 2002 — Serious Sam: Xbox от Gotham Games
- 2002 — Carnivores: Cityscape от Sunstorm Interactive
- 2002 — Deer Hunter 2003 от Sunstorm Interactive
- 2003 — Bird Hunter 2003 от Sunstorm Interactive
- 2003 — Serious Sam: Gold Edition от Croteam
- 2004 — Alpha Black Zero: Intrepid Protocol от Khaeon
- 2004 — Nitro Family от Delphieye Entertainment
- 2005 — EuroCops от Crazy Foot Games
- 2005 — Rakion от Softnyx
- 2006 — Last Chaos от Barunson Games
- 2019 — Serious Sam Classics: Revolution от Alligator Pit
- Отменена — Negative Space от Khaeon
- Отменена — Cleric от Plutonium Games
- Отменена — Jarin Chronicles: The Path to War от Mystical Development